# 内泽勒
内泽勒（法語：Nézel，法語發音：[nezɛl]）是法国伊夫林省的一个市镇，属于芒特拉若利区。

## 地理
内泽勒（48°56'40"N, 1°50'11"E）面积1.31 平方千米，位于法国法蘭西島大區伊夫林省，该省份为法国北部内陆省份，北起瓦兹河谷省，西接厄尔省，西南接厄尔-卢瓦省，东南接埃松省，东临上塞纳省。
与内泽勒接壤的市镇（或旧市镇、城区）包括：欧贝让维尔、莫尔德河畔欧奈、埃波讷、拉法莱斯。

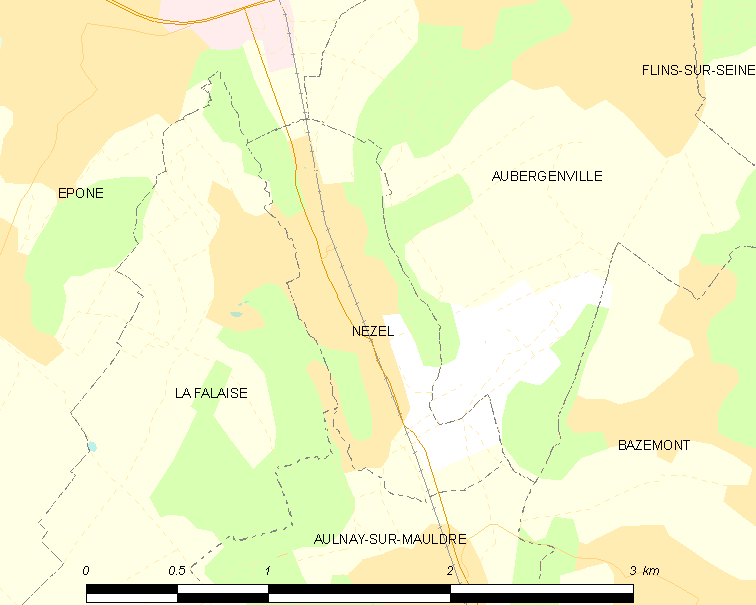
内泽勒的OSM定位图

内泽勒的时区为UTC+01:00、UTC+02:00（夏令时）。

## 行政
内泽勒的邮政编码为78410，INSEE市镇编码为78451。

## 政治
内泽勒所属的省级选区为欧贝让维尔县。

## 人口

1962-2008年间内泽勒人口变化图示

内泽勒于2022年1月1日时的人口数量为1111人。